# Coptomia similis
Coptomia similis är en skalbaggsart som beskrevs av Pouillaude 1915. Coptomia similis ingår i släktet Coptomia och familjen Cetoniidae. Inga underarter finns listade i Catalogue of Life.